# أوقستي لويس جوليس ميلارد
أوقستي لويس جوليس ميلارد (بالفرنسية: Auguste Louis Jules Millard)‏ هو طبيب فرنسي، ولد في 30 أبريل 1830، وتوفي في 13 نوفمبر 1915 في باريس في فرنسا.